# Chlosyne infuscata
Chlosyne infuscata är en fjärilsart som beskrevs av Hayward 1935. Chlosyne infuscata ingår i släktet Chlosyne och familjen praktfjärilar. Inga underarter finns listade i Catalogue of Life.